# Igoumenitsa

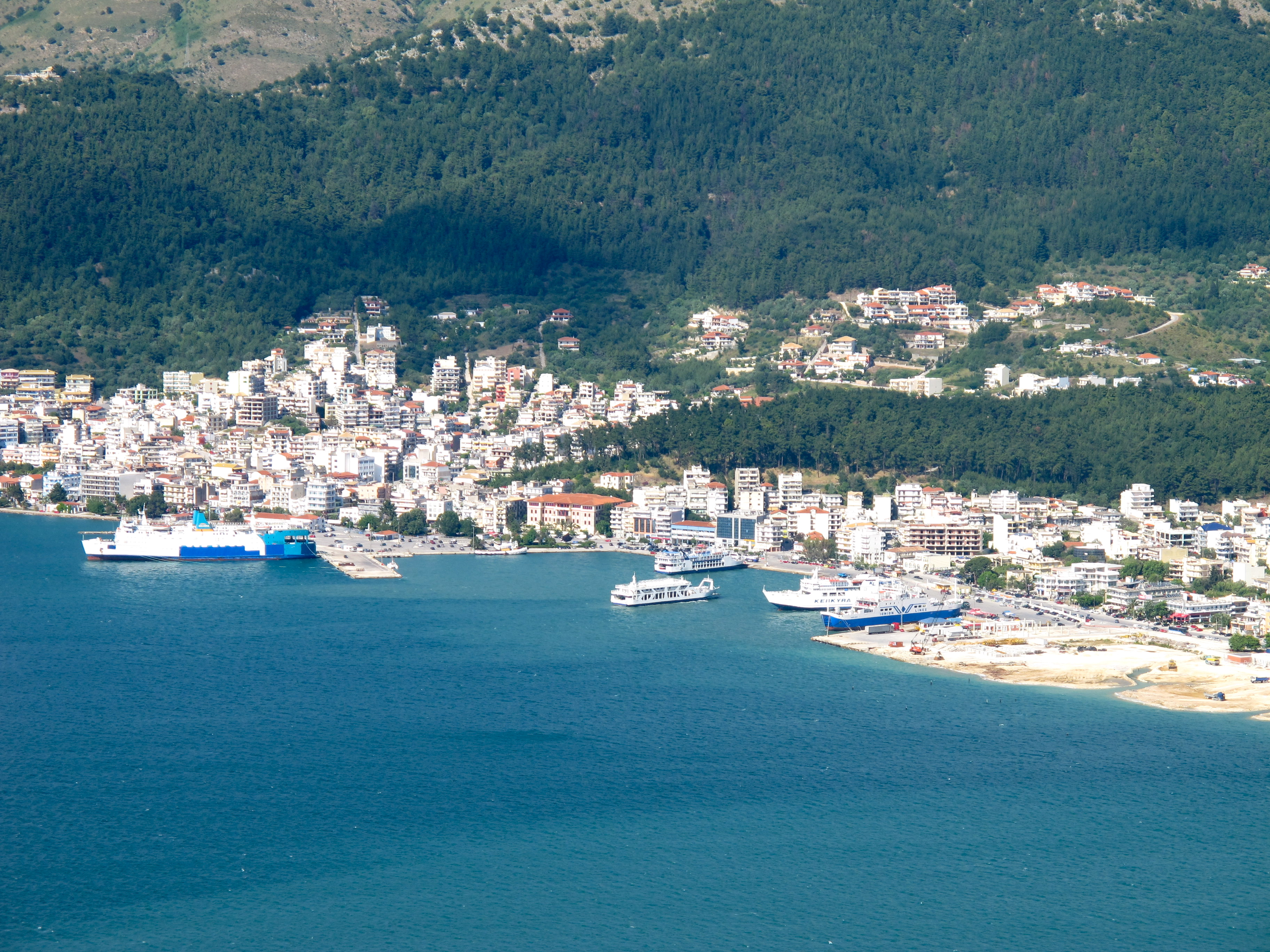
Vy över den gamla hamnen.

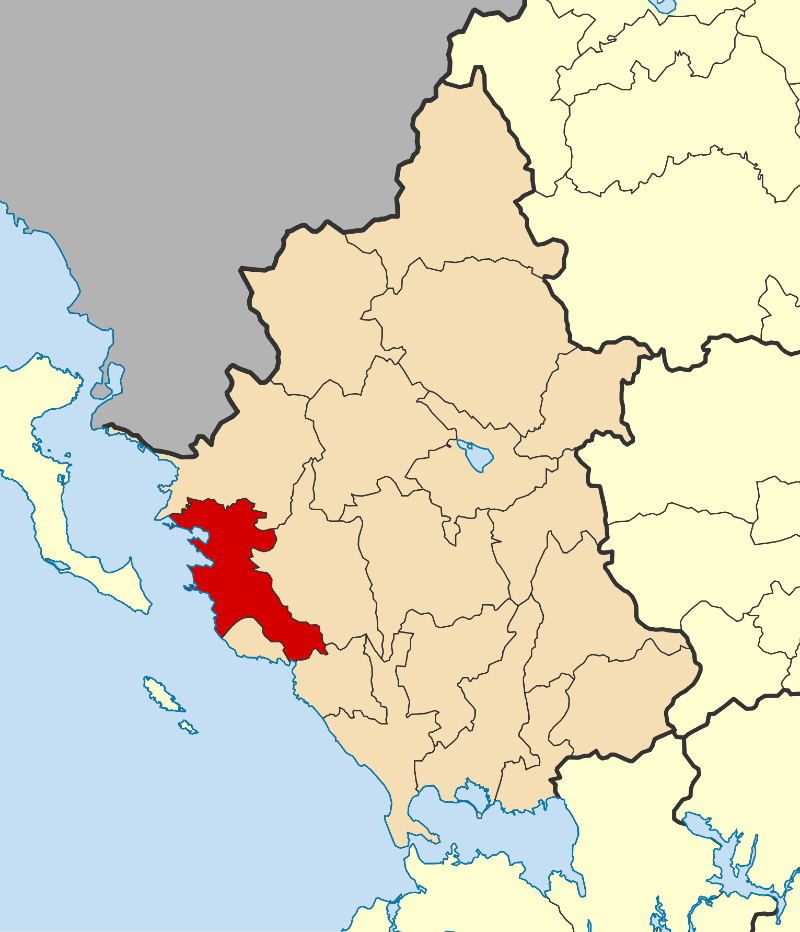
Kommunen Igoumenitsas läge i regiondelen Thesprotia.

Igoumenitsa (grekiska: Ηγουμενίτσα) är en kuststad i kommunen Dimos Igoumenitsa i nordvästra Grekland, nära ön Korfu. Den är huvudort i regiondelen Thesprotia. Staden har båtförbindelser med Korfu samt Italien. Själva staden Igoumenitsa hade 9 820 invånare (2011) medan kommunen hade 25 814 invånare (2011). Ytan för kommunen är 428,4 kvadratkilometer.